# Spółgłoska boczna półotwarta podniebienna dźwięczna
Spółgłoska boczna półotwarta podniebienna – rodzaj dźwięku spółgłoskowego. W systemie IPA oznaczana jest symbolem [ʎ] (odwróconą literą y), a w X-SAMPA symbolem [L].

## Artykulacja
- powietrze jest wydychane z płuc — jest to spółgłoska płucna egresywna
- podniebienie miękkie i języczek blokują wejście do nosa — jest to spółgłoska ustna
- środkowa część języka dotyka podniebienia twardego — jest to spółgłoska podniebienna
- czubek języka przylega ściśle do dziąseł, ale wydychane powietrze przepływa po bokach języka — jest to spółgłoska boczna
- powietrze przepływa przez jamę ustną bez turbulencji — jest to spółgłoska półotwarta
- więzadła głosowe drżą - jest to zasadniczo spółgłoska dźwięczna, choć wariant bezdźwięczny może się pojawiać w otoczeniu spółgłosek bezdźwięcznych, np. w wyrazie myślcie.

## Występowanie

### Język włoski
W języku włoskim, spółgłoska /ʎ/ jest realizowana jako spółgłoska dziąsłowo-podniebienna i może być oznaczana symbolem [ʎ̝]. W wielu akcentach języka włoskiego jest ona również spółgłoską szczelinową, która nie posiada specjalnego symbolu w notacji IPA. W nagłosie, spółgłoska /ʎ/ jest zawsze krótka, a w śródgłosie zawsze długa. Dodatkowo w języku włoskim spółgłoska /ʎ/ kontrastuje z inną spółgłoską boczną, mianowicie /l/. Parą minimalną są dla przykładu wyrazy paglia /ˈpaʎːa/ oraz palla /ˈpalːa/.
W ortografii języka włoskiego, fonem ten symbolizuje trójznak gli.

## Przykłady
- w języku ajmara: llaki [ʎaki], „smutny”
- w języku hiszpańskim: lluvia [ˈʎuβja], „deszcz”
- w języku katalońskim: lluna [ˈʎunǝ], „Księżyc”
- w języku keczua: allin [ˈaʎin], „dobry”
- w języku macedońskim: љубов [ʎubov], „miłość”
- w języku nowogreckim: λιακάδα [ʎaˈkaða], „światło słońca”
- w języku portugalskim: olho [ˈoʎu], „oko”
- w języku serbskochorwackim: odijeljen [ˈodijeːʎen], „rozdzielony”
- w języku słowackim: roľa [ˈrɔʎa], „rola”
- w języku włoskim: paglia [ˈpaʎːa], „słoma”[2]